# نورمان لوسون
نورمان لوسون (بالإنجليزية: Norman Lawson)‏ (1935 بدرم في المملكة المتحدة - 25 سبتمبر 2011 في المملكة المتحدة) هو مدرب كرة قدم ولاعب كرة قدم بريطاني في مركز الوسط. لعب مع سوانزي سيتي ونادي بوري ونادي تون بينتري ونادي كيترينغ تاون ونادي هيرفورد ونادي واتفورد ونادي ميرثير تيدفيل ‏ ونادي هدنسفورد تاون.